# سکس داشتن در آمریکا
سکس داشتن در آمریکا (انگلیسی: Laid in America) یک فیلم ویدئویی کمدی بریتانیایی محصول ۲۰۱۶ است که یوتیوبر‌ها کی‌اس‌آی و کسپر لی در آن بازی می‌کنند. این فیلم توسط سام میلمن و پیتر واس نوشته و کارگردانی شده، و توسط یونیورسال پیکچرز در ۲۶ سپتامبر ۲۰۱۶ منتشر شد.

## خلاصه داستان
دو دانشجوی خارجی به نام‌های دانکن و جک در آخرین شب خود در آمریکا به دنبال خوشگذرانی، ماجراجویی و داشتن رابطه جنسی هستند.